# Pediculariinae
Pediculariinae is een onderfamilie van weekdieren uit de klasse van de Gastropoda (slakken).

## Geslachten
- Jenneria Jousseaume, 1884
- Pseudocypraea Schilder, 1927
- Olianatrivia Dolin, Biosca-Munts & Parcerisa, 2013 †
- Cypraeopsis Schilder, 1936 †
- Lunovula Rosenberg, 1990
- Pedicularia Swainson, 1840
- Pedicypraedia Lorenz, 2009